# Nederlandsch Onderwijzers Genootschap
Het Nederlandsch Onderwijzers Genootschap (NOG) was een Nederlandse organisatie van onderwijsgevenden. De oprichting vond in 1842 in Den Haag plaats door D. Buddingh. Van het NOG werden vooral hoofden van scholen en leraren uit het voortgezet onderwijs lid. Het NOG zette zich in voor het ophouden van de stand en voor verdieping van het beroep. Doelstelling was om met name door invloed uit te oefenen op de politiek het onderwijs te verbeteren en de belangen van het onderwijzend personeel te behartigen. Het wordt beschouwd als een der eerste vakbonden van onderwijzers en is daarmee de oudste FNV-bond.

## Beschrijving
Vanaf 1820 bestond er in Nederland een groepering voor leraren die door de regering ondersteund werden met studietoelagen en boekenbonnen. Hoewel deze lerarenscholen overal voorkwamen, was er toch geen nationaal overleg. De behoefte hieraan werd in de jaren 1830-1840 levendiger. Vanaf 1839 raakte de heer Derk Buddingh in Den Haag, gesteund door een vriendenkring, derhalve bij de oprichting van het Nederlandsch Onderwijzersgenootschap betrokken. Na drie jaar werken slaagde hij erin een Nederlandse Vereniging voor Leraren op te richten. Deze ontstond bij hem thuis op 11 januari 1842. De koninklijke instemming volgde pas op 14 maart 1844, wat betekent dat men het zorgvuldiger wenste op te zetten. Men was bevreesd voor weerstand op het politieke vlak en in het veld. Veel leraren durfden aanvankelijk niet mee te doen omdat ze vreesden voor hun betrekking of wisten dat hun schoolopziener er op tegen was. Vanaf 1844 was het hoofdbestuur daarom enige tijd in de stad Groningen gevestigd, waar het NOG werd bevorderd door enkele schoolopzieners zoals Van Swinderen en Hofstede de Groot. In mei 1842 telde het genootschap al 19 afdelingen met 310 leden, wat In 1844 verder was aangegroeid tot 28 afdelingen met 402 leden. En op inhoudelijk terrein kwam er een tweejaarlijks congres voor onderwijzers. 
Men wenste het nationale overleg en de arbeidsvoorwaarden voor het onderwijs te verbeteren en ook verzekeringen als de overlijdensrisicoverzekering en het weduwepensioen te organiseren. Door het genootschap werd daartoe, met de vereiste koninklijke goedkeuring, in Amsterdam een levensverzekeringsmaatschappij opgericht, de rechtsvoorganger van NOG Verzekeringen. Stuwende krachten waren Jacobus Acquoy, Auke Heinsius en Christiaan Montijn. Vele onderwijzers raakten hierdoor met het genootschap verbonden.
Instellingen van het N.O.G. waren onder andere:
- De Onderwijzers-Spaarbank (Opgericht in 1848 door een commissie bestaande uit J. Acquoy, P. Best, C.F. Julius, D.W. Bosch, J.Berkhout). Opgeheven in 1967.
- De Levensverzekeringen-Maatschappij (Opgericht in 1861). Contracten overgenomen door verzekeringsmaatschappij Reaal.
- De Paedagogische Bibliotheek (Opgericht in 1867 door D. Buddingh, D.W. Bosch, H.W. Bloem)
- Het Nederlandsch Schoolmuseum (Opgericht in 1877 door een commissie bestaande uit H. van Otterloo, H.W. Bloem, D. van Lankeren Matthes, H.F.R. Hubrecht en G.J. Vos)
- Het Ondersteuningsfonds (Opgericht in 1881 door een commissie bestaande uit J. Jelgerhuis Swildens, A.L. Roest, H. van Voorthuysen, D. Hekker, C.H. den Hertog, J. Th. Averkamp, F.C. Wijle, J. van der Hoeven )